# Kanzel (Dasing)

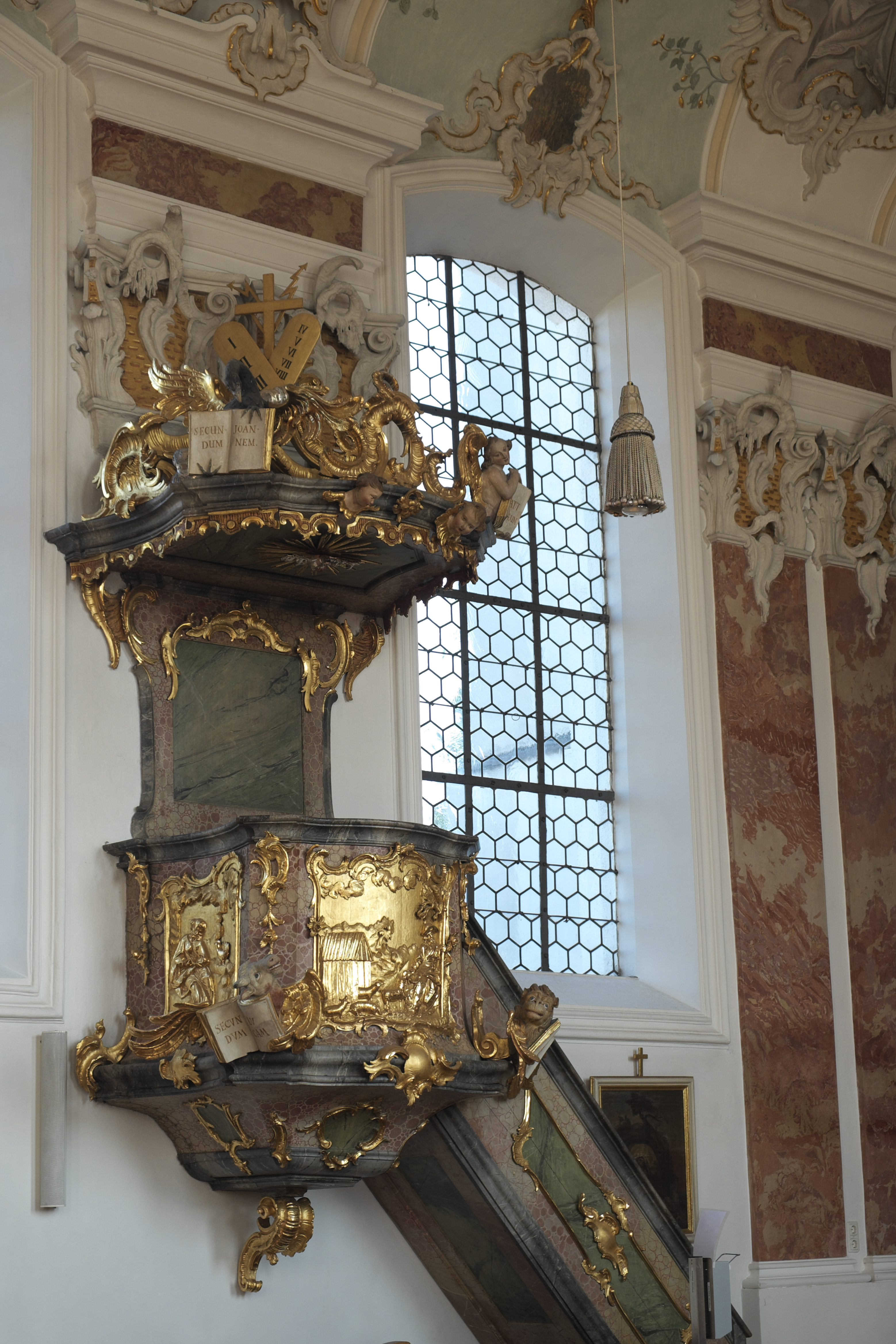
Kanzel in Dasing

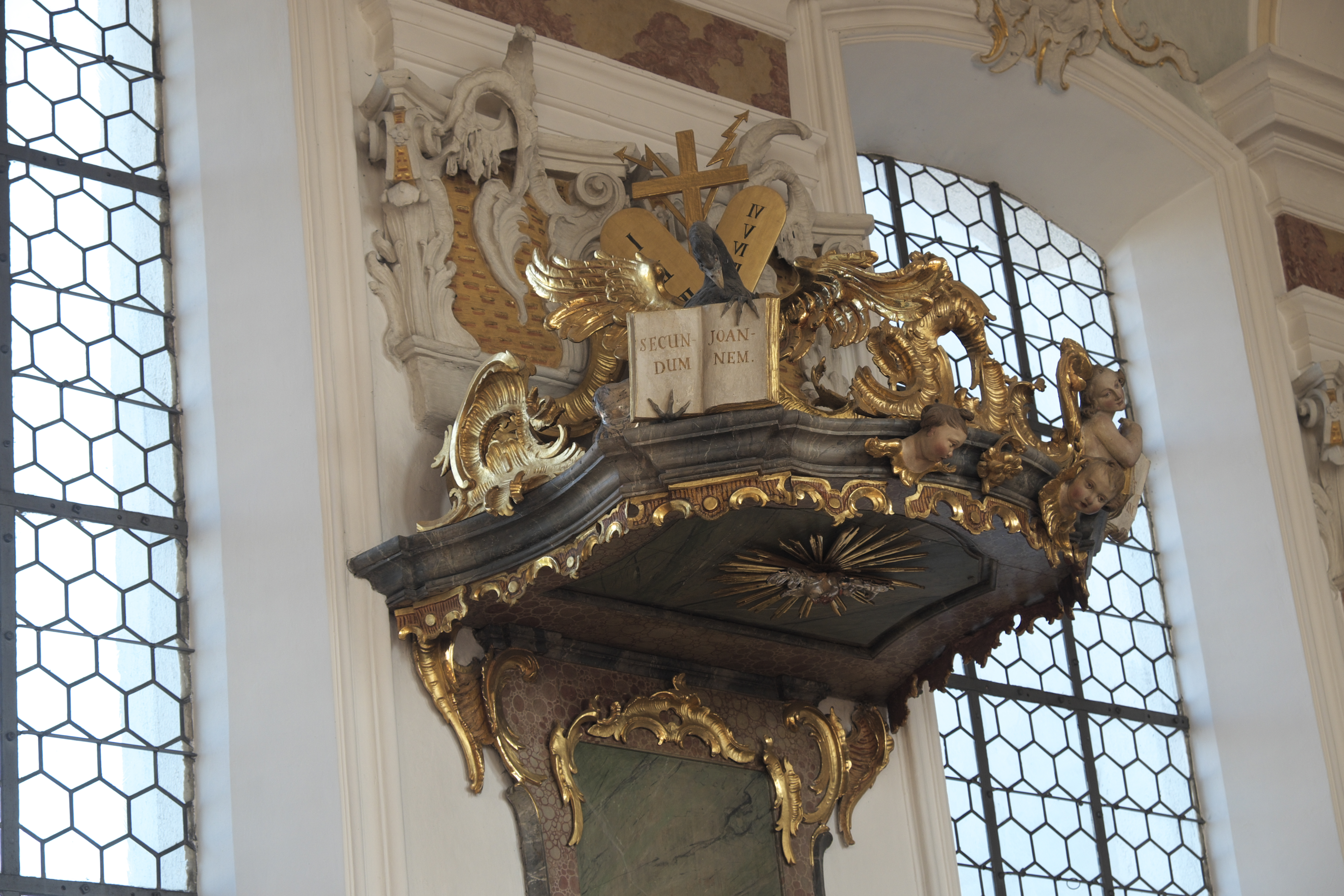
Schalldeckel mit Gesetzestafeln

Die Kanzel in der katholischen Pfarrkirche St. Martin in Dasing, einer Gemeinde im Landkreis Aichach-Friedberg im bayerischen Regierungsbezirk Schwaben, wurde 1767 geschaffen. Die Kanzel ist als Teil der Kirchenausstattung ein geschütztes Baudenkmal.
Die hölzerne Kanzel im Stil des Rokoko stammt von Franz de Paula Arnoldt. Der Kanzelkorb ist mit den Evangelistensymbolen verziert und besitzt in den Feldern Reliefs des Guten Hirten sowie des reuigen Petrus.
Auf dem geschwungenen Schalldeckel mit Engelsköpfen auf dem Gesims thronen die Gesetzestafeln und ein Kreuz. An der Unterseite ist eine Heiliggeisttaube zu sehen.
Die Figur des heiligen Martin, die bis 1939 auf dem Kanzeldeckel stand, ist heute in den Hauptaltar integriert.